# 황금로 (익산시)
황금로(Hwanggeum-ro)는 전북특별자치도 익산시 황등면 황등삼거리에서 익산시 금마면을 잇는 9.51km 길이의 도로이다.

## 주요 경유지
전북특별자치도
- 익산시 (황등면 . 삼기면 . 금마면)

| 이름          | 접속 노선                     | 소재지 | 소재지 | 비고                    |
| ------------- | ----------------------------- | ------ | ------ | ----------------------- |
| 황등삼거리    | 황등로                        | 익산시 | 황등면 |                         |
| 황등 교차로   | 국도 제23호선 (익산대로)      | 익산시 | 황등면 |                         |
| 정착사거리    | 후정길                        | 익산시 | 황등면 |                         |
| (이름없음)    | 익산대로78길                  | 익산시 | 황등면 |                         |
| 하갈 교차로   | 하나로                        | 익산시 | 삼기면 |                         |
| 상정삼거리    | 지방도 제718호선 (진북로)     | 익산시 | 삼기면 |                         |
| 간촌교        |                               | 익산시 | 삼기면 |                         |
| 간촌삼거리    | 지방도 제723호선 (백제로)     | 익산시 | 삼기면 | 지방도 제723호선와 중복 |
| 석기삼거리    | 용연길                        | 익산시 | 삼기면 | 지방도 제723호선와 중복 |
| 삼기산 교차로 | 삼기길                        | 익산시 | 삼기면 | 지방도 제723호선와 중복 |
| 갈산 교차로   | 백제1로                       | 익산시 | 삼기면 | 지방도 제723호선와 중복 |
| 마전삼거리    | 농원길                        | 익산시 | 금마면 |                         |
| (이름없음)    | 지방도 제722호선 (미륵사지로) | 익산시 | 금마면 |                         |

## 주요 시설및 건물
- 황등중학교(황금로 18/황등리 626-1)
- S-OIL 율촌주유소 (황금로 124/율촌리 270-2)
- 현대오일뱅크문화주유소 (황금로 469/간촌리 88-1)
- 삼기파출소 (황금로 475/간촌리 87-43)
- 농협 삼기농협하나로마트 (황금로 489/간촌리 83-10)
- 농협 삼기농협 본점 (황금로 489/간촌리 83-10)
- 신진자동차정비 (황금로 494/간촌리 103-6)
- 삼기중학교 (황금로 499/간촌리 77)
- 익산삼기우체국 (황금로 516/간촌리 147-75)
- 삼기초등학교 (황금로 523/간촌리 43-2)
- 삼기문화카센터 (황금로 537/간촌리 1017-2)
- S-OIL 무왕주유소 (황금로 666/용연리 3-14)
- 백향노인전문요양원 (황금로 696/기산리 857-49)
- 하늘숲교회 (황금로 860/기양리 334-16)